# Syzeton gibbifemoris
Syzeton gibbifemoris là một loài bọ cánh cứng trong họ Aderidae. Loài này được Escalera miêu tả khoa học năm 1941.